# (238) Hypatia
(238) Hypatia ist ein Asteroid des äußeren Hauptgürtels, der am 1. Juli 1884 vom russisch-deutschen Astronomen Viktor Knorre an der Berliner Sternwarte in Friedrichstadt entdeckt wurde.
Der Asteroid wurde vermutlich benannt nach Hypatia von Alexandria, der Tochter des berühmten Mathematikers und Philosophen Theon von Alexandria, den sie an Gelehrsamkeit übertraf. Sie wurde für ihre Schönheit gefeiert. Zu Hypatias Schriften gehörten Kommentare zu antiken astronomischen Werken. Sie wurde von einem Mob christlicher Fanatiker ermordet. Sie wird auch durch den Mondkrater Hypatia geehrt.

## Wissenschaftliche Auswertung
Aus Daten radiometrischer Beobachtungen in Infraroten am Kitt-Peak-Nationalobservatorium in Arizona vom März 1976 wurden für (238) Hypatia erstmals Werte für den Durchmesser und die Albedo von 154 km und 0,03 bestimmt. Aus Ergebnissen der IRAS Minor Planet Survey (IMPS) wurden 1992 Angaben zu Durchmesser und Albedo für zahlreiche Asteroiden abgeleitet, darunter auch (238) Hypatia, für die damals Werte von 148,5 km bzw. 0,04 erhalten wurden. Eine Auswertung von Beobachtungen durch das Projekt NEOWISE im nahen Infrarot führte 2011 zu vorläufigen Werten für den Durchmesser und die Albedo im sichtbaren Bereich von 146,5 km bzw. 0,04. Nachdem die Werte nach neuen Messungen mit NEOWISE 2012 auf 135,6 km bzw. 0,05 geändert worden waren, wurden sie 2014 auf 155,7 km bzw. 0,04 korrigiert. Nach der Reaktivierung von NEOWISE im Jahr 2013 und Registrierung neuer Daten wurden die Werte 2015 zunächst mit 176,7 km bzw. 0,03 angegeben und dann 2016 korrigiert zu 176,9 km bzw. 0,04, diese Angaben beinhalten aber alle hohe Unsicherheiten. Eine Untersuchung von 2020 bestimmte aus drei Sternbedeckungen durch (238) Hypatia einen Durchmesser von 141,7 ± 9,3 km.
Photometrische Messungen des Asteroiden fanden erstmals statt vom 7. bis 10. Februar 1981 am La-Silla-Observatorium in Chile. Aus der gemessenen Lichtkurve wurde eine Rotationsperiode von 8,9 h abgeleitet. Auch die Beobachtungen während zwei Nächten am 4. und 7. August 1983 am Observatoire de Haute-Provence in Frankreich passten zu dieser Periode. Bei weiteren Beobachtungen vom 15. bis 21. August 1988 an der Außenstelle Tshuhujiw des Charkiw-Observatoriums in der Ukraine wurde eine Periode von 8,88 h abgeleitet. Vom 16. bis 20. Februar 1991 wurden erneut Messungen am La-Silla-Observatorium durchgeführt. Aus den aufgezeichneten Daten konnte dieses Mal eine Rotationsperiode von 8,86 h bestimmt werden.
Weitere photometrische Beobachtungen erfolgten vom 5. bis 9. Juni 1992 am Osservatorio Astrofisico di Catania in Italien (abgeleitete Periode 8,84 h), am 19. und 22. September 1993 am La-Silla-Observatorium (Daten passten zur bekannten Periode) sowie vom 20. bis 23. Oktober 1994 wieder am gleichen Ort (abgeleitete Periode 8,86 h). In neuerer Zeit wurden dann noch einmal Messungen durchgeführt vom 9. bis 25. Mai 2016 durch die APT Observatory Group an zwei Observatorien in Spanien, wo die bereits bekannte Periode mit einem Wert von 8,894 h bestätigt wurde.
Mit einer Auswertung photometrischer Daten des Lowell-Observatoriums und des Gaia DR2-Katalogs konnten im Jahr 2019 ein Gestaltmodell des Asteroiden für zwei alternative Rotationsachsen mit prograder Rotation und einer Periode von 8,87274 h bestimmt werden. Eine koordinierte Beobachtung an vier Observatorien der Italian Amateur Astronomers Union (UAI) während sechs Nächten vom 21. August bis 26. September 2023 wurde zu einer Periode von 8,873 h ausgewertet.
Zwischen 2012 und 2018 wurden mit der All-Sky Automated Survey for Supernovae (ASAS-SN) auch photometrische Daten von 20.000 Asteroiden aufgezeichnet. Auf mehr als 5000 davon konnte erfolgreich die Methode der konvexen Inversion angewendet werden, darunter auch (238) Hypatia, für die in einer Untersuchung von 2021 ein verbessertes dreidimensionales Gestaltmodell für zwei alternative Rotationsachsen, eine mit retrograder Rotation und eine nahezu in der Ebene der Ekliptik gelegen, sowie eine Periode von 8,8747 h berechnet wurde.
Abschätzungen von Masse und Dichte für (238) Hypatia ergaben in einer Untersuchung von 2012 eine Masse von etwa 4,90·1018 kg und mit einem angenommenen Durchmesser von etwa 146 km eine Dichte von 2,99 g/cm³ bei keiner Porosität. Die Werte besitzen eine Unsicherheit von ±35 %.